# 张归霸
张归霸（9世纪—10世纪），字正臣，五代十国时期后梁将领。

## 生平

### 早期仕途
清河人。祖父张进言，阳谷令。父张实，亦曾为官。张归霸年轻时倜傥，好兵术。乾符年间，寇盗蜂起，张归霸与从弟张归厚、张归弁都弃家追随唐末变军首领黄巢，很以勇略闻名。黄巢攻陷京城长安，署张归霸为左番功臣。

### 效力宣武军
中和四年（884年）五月，黄巢兵败东逃宛丘，张归霸兄弟与杨能、李谠、霍存、葛从周等匍匐于奉诏南征黄巢的宣武军节度使朱全忠马前投降，朱全忠都赦免并接纳，补张归霸宣武军剧职。光启二年（886年），与奉国军节度使秦宗权部将张存战于卢氏，三年（887年）夏，又与秦宗权部将卢瑭战于双丘、与秦宗权弟秦宗贤战于万胜，皆败而歼之。秦宗权攻宣武军军部汴州，张归霸数次作战有功。秦宗权部将张晊屯赤冈，以骑兵挑战，张归霸中箭，拔出后反过来一箭射穿敌军喉咙致死，夺其马而归。朱全忠从高丘望见，甚壮之，赏以金帛，并赐给他那匹马。一次，朱全忠派他率弓手五百人埋伏在战壕里，自己以数百骑为游兵，经过张晊营寨，张晊果然率锐兵出营追杀，张归霸伏兵发作，杀张晊所部兵千人，夺马数十匹，得奏授检校左散骑常侍。张归霸后来又随朱全忠攻打天平军节度使朱宣，为李唐宾的副手，渡过淮河，都立有奇功。
文德元年（888年）初，朱全忠攻奉国军军部蔡州，蔡州将萧颢急攻朱全忠营，张归霸不及请示，与徐怀玉分头出东南寨门合击，在朱全忠到来前打败敌军。朱全忠赏赐他说：“昔日耿弇不等汉光武帝到，就攻击张步，说不把贼留给君父，你是再现了耿弇之功。”朱全忠攻打朱宣及其堂弟泰宁节度使朱瑾，曹州都将郭绍宾杀刺史郭词夺取曹州向朱全忠投降，朱全忠派张归霸以数千兵守曹州。大顺二年（891年）十二月，张归霸与丁会在金乡迎战亲自统领大军的朱瑾，大败之，朱瑾单骑而逃，张归霸擒其将宗江等七十余人，安定了曹州。次年，张归霸又破濮州，生擒刺史邵儒（或误作邵伦）。河东节度使李克用攻魏博节度使罗弘信，张归霸随葛从周赴援，战于洹水，擒李克用子铁林军使李落落，交给魏博军。又破卢龙节度使刘仁恭于内黄，杀刘仁恭军三万余，功在诸将之上。积功累官至检校左仆射。
光化二年（899年）六月，权知邢州。次年（900年）春，李克用养侄李嗣昭率蕃汉五万来犯，张归霸坚壁设备，河东军不敢攻，于是移军攻陷洺州。时朱全忠在滑州，很担心邢州失守。后来葛从周收复洺州，李嗣昭北逃，张归霸出兵追袭，杀敌二万余。捷报到后，赏赐殊等，不久以功得奏加检校司空。天复三年（903年）离任，天祐元年（904年），迁莱州刺史，任满后拜左卫上将军，又除授曹州刺史。秋季，加检校司徒，受任为匡国军节度使刘知俊的副手，抵御凤翔节度使李茂贞及其养子静难节度使李继徽，败之。

### 后梁年间
朱全忠建立后梁后，开平元年（907年）拜张归霸为右龙虎统军，改左骁卫上将军，充河阳诸军都指挥使。二年（908年），拜河阳节度使、检校太保，不久加同平章事。三年（909年）正月，太祖迁太庙四室神主到西京长安，行经汜水县，张归霸来朝。七月病卒于任上。诏赠太傅。

## 家族
皇子均王朱友贞娶张归霸女为妃，后来朱友贞登基为末帝，立张氏为德妃。张归霸有子张汉伦、张汉鼎、张汉杰。

## 评价
- 《旧五代史》史臣曰：归霸昆仲，皆脱身于巨盗之流，宣力于兴王之运。由介胄而析圭爵，可不谓壮夫欤！[2]（张归霸兄弟，都从巨盗之流中脱身，为后梁开国功臣，作为军人做到朝中大官，能不称之为壮士吗！）

## 延伸阅读
[在维基数据编辑]
 《舊五代史·卷16》，出自薛居正《舊五代史》
 《新五代史·卷22》，出自歐陽修《新五代史》